# I scurt
Й (Й, й) este o literă a alfabetului chirilic. Corespondentul său în limba română este I (I, i).